# حقوق الإنسان في ماكاو
تشير حقوق الإنسان في ماكاو إلى الحقوق الأساسية لمواطني ماكاو، وهي مستعمرة برتغالية سابقة عادت إلى الإدارة الصينية في عام 1999. كمنطقة إدارية خاصة تابعة لجمهورية الصين الشعبية، تتمتع ماكاو بدرجة عالية من الحكم الذاتي، باستثناء ما يتعلق بالدفاع والشؤون الخارجية، ويتمتع مواطنوها بالحريات الأساسية ويتمتعون بحقوق محمية قانونًا. قانون ماكاو الأساسي هو دستور منطقة ماكاو الإدارية الخاصة، الذي أصدره مجلس الشعب الصيني في عام 1993.